# Políptico do Mestre dos Arcos
O Políptico do Mestre dos Arcos, ou Retábulo do Mestre dos Arcos, foi um políptico de pinturas a óleo sobre madeira de carvalho criado no período de 1530 a 1550 por pintor português da época do Renascimento de que se desconhece a identidade e geralmente se designar por Mestre dos Arcos. O nome do autor é assim designado devido aos "arcos" sobre um fundo azul que estão na parte inferior de todas os painéis deste políptico.
Do Políptico do Mestre dos Arcos conhecem-se as pinturas Santo Antão e o Sátiro, a Pregação de São João Baptista, Santo Antão e São Paulo Eremita, São Jerónimo e Visão de Santo Antão. Todos os cinco painéis que compõem a "série dos arcos" provêm do Convento de São Bento da Saúde, embora se presuma que não sejam originários deste convento beneditino uma vez que foi construido em 1598, data posterior à criação das pinturas.
O Políptico do Mestre dos Arcos não foi ainda objecto de um estudo aprofundado, com a excepção da contribuição de Luís Reis-Santos que atribuiu a sua autoria a Gregório Lopes, o que, contudo, não deixa de levantar alguns problemas, uma vez que estas pinturas não se enquadram plenamente no estilo do pintor.
Para José Silva Carvalho, o Políptico do Mestre dos Arcos, evocativo de santos eremitas, apresenta fortes afinidades com a obra de Gregório Lopes, como se pode ver na figura principal da Pregação de São João Baptista, mas regista também um colorido algo monótono, uma escala e desenho hesitantes nas figuras secundárias e uma incipiência de composição que não traduzem os recursos de Lopes nestes domínios em obras que lhe são reconhecidas. A série dos Arcos pode assim ter incluído um vasto trabalho de colaboração que melhor se poderá destrinçar e entender por um posterior estudo aprofundado das suas componentes.

## Descrição
Por causa de uma obra prima de Jerónimo Bosch, Santo Antão é o eremita mais popular do MNAA, sendo muito menos conhecidas outras representações da vida deste santo e de outros através do Políptico do Mestre dos Arcos que alguns consideram próximo de Gregório Lopes, sendo de assinalar a fidelidade do autor à lenda original do encontro daquele com S. Paulo 1ª Eremita. Estes episódios biográficos de Santo Antão não constam da Vita Antonii escrita em forma de epístola por S. Atanásio, arcebispo de Alexandria, no ano de 357 (segundo alguns em 365-373), anterior portanto à Vida de S. Paulo escrita por S. Jerónimo. Os extraordinários acontecimentos descritos por Atanásio na carta que não tem endereço são amplamente dominados pelo grande adversário do eremita que é o Demónio, e pelo incessante combate espiritual de Santo Antão contra as mil tentações dos mil rostos e formas deste. Esta luta contra o Demónio deve entender-se no quadro simbólico e didático da doutrina religiosa, sem questionamento sobre a autenticidade e valor histórico de tais relatos.
Mas o Políptico do Mestre dos Arcos, assim chamado por na base das cinco pinturas estar pintada uma arcaria que se abre sobre um fundo azul, além de cenas da vida de Santo Antão engloba, que se conheça, duas outras pinturas, uma sobre S. João Baptista e outra sobre S. Jerónimo, sobre as quais se inicia e se conclui a descrição das pinturas.

### Pregação de São João Baptista
A Pregação de São João Baptista é uma pintura a óleo sobre madeira pintada no período de 1530 a 1550 pelo Mestre dos Arcos, mede 141 cms de altura e 107 cms de largura, fez presumivelmente parte do retábulo de uma instituição monástica e encontra-se actualmente no Museu Nacional de Arte Antiga, em Lisboa.
Segundo o texto bíblico (Mateus 3:4), João Baptista, santo eremita, retirou-se para o deserto, vestindo-se com uma túnica de pele de camelo e alimentando-se de gafanhotos e mel selvagem, tendo pregado a favor da penitência afirmando que o reino de Deus estaria próximo.
São João Baptista com longas barbas e cabelo revolto aparece destacado no lado direito pela distância em relação às outras figuras e pela escala da sua representação, tendo auréola em volta da cabeça e estando envolto num manto azul que lhe cobre a usual túnica castanha de pele.
João Baptista dirige-se a um grupo de pessoas, estando os homens de pé em duas filas e as mulheres sentadas à frente no chão, algumas com crianças ao colo. Enquadrando a assembleia existe algum arvoredo de que se destacam duas árvores altas de cada lado da pintura. Ao longe, no cimo de um monte, vislumbra-se um castelo, ou um palácio acastelado. É de salientar o colorido luminoso e vibrante das vestes da multidão que contrasta com o do Santo, e também a figura masculina posicionada em primeiro plano sentada a três-quartos que tem a cabeça coberta por um turbante, também usado por outros assistentes da prelecção do Santo.
Para Joaquim O. Caetano, em a Pregação de São João Baptista, a composição é algo convencional. O Santo ocupa uma posição de destaque tendo à sua frente um ancião com os traços populares de outras obras de Gregório Lopes. Os restantes ouvintes formam uma banda monótona e incipientemente perspectivada. Existem apontamentos de graciosidade, na alternância de colorido, no trabalho das roupagens, no exotismo dos turbantes e chapéus, mas o desenho é relativamente frouxo. Conclui Caetano referindo que apesar do naturalismo da paisagem e da imponente figura de S. João, a pintura fica-se pela mediania de uma estética demasiado presa a modelos repetitivos, carente de um fôlego que teria de resultar de uma ruptura.

### Santo Antão e o Sátiro

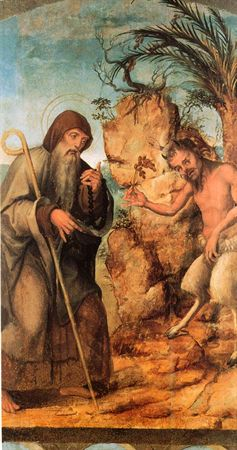
Santo Antão e o Sátiro (c. 1530-1550), do Mestre dos Arcos, com 135 cm de altura e 68 cm de largura, no Museu Nacional de Arte Antiga, em Lisboa

O Santo Antão e o Sátiro é uma pintura a óleo sobre madeira pintada no período de 1530 a 1550 pelo chamado Mestre dos Arcos, mede 135 cms de altura e 68 cms de largura, fez presumivelmente parte do retábulo de uma instituição monástica e encontra-se actualmente no Museu Nacional de Arte Antiga, em Lisboa.
A cena representa o episódio em que Santo Antão, caminhando pelo deserto à procura do retiro de São Paulo de Tebas, encontra um sátiro. Santo Antão, no lado esquerdo, caminha em direcção ao Sátiro que lhe oferece tâmaras. O encontro ocorre numa paisagem rochosa coberta por vegetação rasteira e uma palmeira. A pintura é dominada por cores sóbrias, dominando os tons ocres, tanto nas vestes de Santo Antão, como no fundo paisagístico.
A composição de formato vertical está divida em duas zonas, dominando na esquerda o Santo e sendo a esquerda partilhada pelo ser híbrido, uma rocha e uma palmeira. A nudez do Sátiro contrasta com as espessas vestes do Santo. Ambas as personagens inclinam a cabeça para o centro da composição. Os movimentos duplicados dos braços, pernas e pés de ambas as figuras revelam simetria e dinamizam a cena. Os tons quentes do primeiro plano também contrastam com as cores frias do fundo e do céu.
Segundo o texto da Lenda Dourada (ou Legenda Áurea) de Tiago de Voragine, no capítulo referente a S. Paulo Eremita, Santo Antão, sabendo da existência de um eremita no deserto da Tebaida, parte à procura dele, sendo abordado ao longo do percurso por seres híbridos: «Antão, que se imaginava o primeiro a viver como eremita, foi prevenido em sonho que existia alguém muito melhor que ele na vida eremítica. Pôs-se então a procurá-lo através das florestas, onde encontrou um centauro, ser metade homem metade cavalo, que lhe disse que se dirigisse à direita. Logo depois encontrou um animal cuja parte inferior era de bode e a superior de homem, segurando alguns frutos de palmeira. Antão conjurou-o em nome de Deus a dizer-lhe o que ele era. O animal respondeu que era um sátiro, deus dos bosques conforme a errónea crença dos gentios. Enfim encontrou um lobo, que o levou à cela de São Paulo».

### Santo Antão e São Paulo 1º Eremita

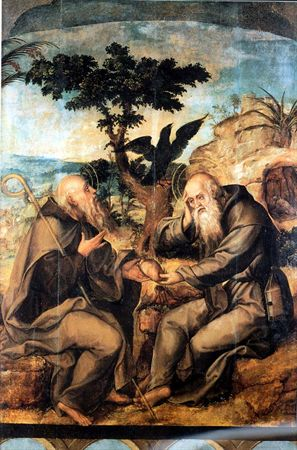
Santo Antão e São Paulo 1º Eremita (c. 1530-1550), do Mestre dos Arcos, com 142 cm de altura e 93 cm de largura, no Museu Nacional de Arte Antiga, em Lisboa

Santo Antão e São Paulo 1º Eremita é uma pintura a óleo sobre madeira pintada no período de 1530 a 1550 pelo chamado Mestre dos Arcos, mede 142 cms de altura e 93 cms de largura, fez presumivelmente parte do retábulo de uma instituição monástica e encontra-se actualmente no Museu Nacional de Arte Antiga, em Lisboa.
A pintura representa o encontro dos dois patriarcas do eremitismo cristão, de novo segundo o texto da
Lenda Dourada: «Mas Paulo pressentira que António vinha, e como não queria encontrar ninguém, fechara a porta. António rogou-lhe que abrisse, garantindo que caso contrário não sairia dali, ficaria até morrer. Paulo cedeu e abriu, e ambos se abraçaram. Quando chegou a hora do almoço, um corvo trouxe uma dupla ração de pão. Como António ficou admirado com aquilo, Paulo explicou que Deus o servia todos os dias daquele modo, mas que dobrara a porção em função de seu hóspede. Seguiu-se um piedoso debate entre eles para saber quem era mais digno de partir o pão: Paulo queria conceder essa honra a seu hóspede, e António a seu decano. Por fim ambos seguraram o pão ao mesmo tempo e dividiram-no igualmente em dois.»
Na pintura verificam-se alterações em relação à fonte escrita, nomeadamente no número de pães transportados pelo corvo e quanto à veste de São Paulo Eremita que no texto é descrita como sendo uma túnica de folhas de palmeira entrelaçadas e surje na pintura como um hábito castanho.

### Visão de Santo Antão

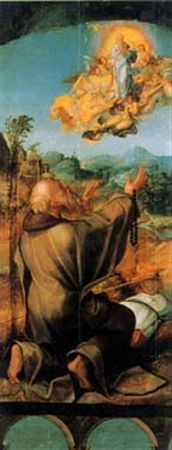
Visão de Santo Antão (c. 1530-1550), do Mestre dos Arcos, com 148 cm de altura e 59 cm de largura, no Museu Nacional de Arte Antiga, em Lisboa

A Visão de Santo Antão é uma pintura a óleo sobre madeira pintada no período de 1530 a 1550 pelo chamado Mestre dos Arcos, fez presumivelmente parte do retábulo de uma instituição monástica e encontra-se actualmente no Museu Nacional de Arte Antiga, em Lisboa.
A Visão de Santo Antão representa a visão que ele teve da morte de S. Paulo 1º Eremita após o encontro entre ambos, quando regressava ao seu eremitério, conforme o texto da Lenda Dourada: «Terminada a visita, quando António já estava perto da sua cela, viu anjos levando a alma de Paulo.»
S. Jerónimo também contou esta passagem da vida de S. Antão: "Viu entre tropéis de anjos, entre coros de profetas e apóstolos, Paulo, que resplandecente como a brancura da neve ascendia às alturas; ajoelhou-se então por terra e, entre prantos e gemidos, disse: "Porque me deixas, Paulo? Porque vais sem te despedir? Tão tarde te conheço, e tão cedo de mim partes...".
Santo Antão, ajoelhado, lamenta-se pela morte do confrade ao ver a ascensão da alma dele ao céu. A pintura está amputada pelo menos do lado direito, pois nessa parte deverá ter estado representada, como cena secundária, a morte de S. Paulo 1º Eremita.

### São Jerónimo

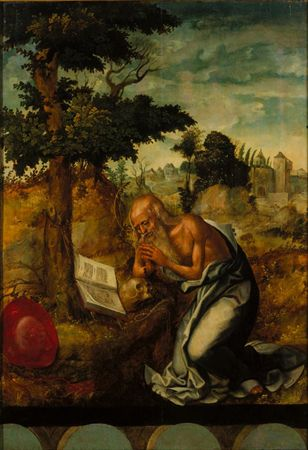
São Jerónimo (c. 1530-1550), do Mestre dos Arcos no MNAA, em Lisboa

São Jerónimo é uma pintura a óleo sobre madeira pintada no período de 1530 a 1550 pelo chamado Mestre dos Arcos, mede 141,5 cm de altura e 99 cm de largura, fez presumivelmente parte do retábulo de uma instituição monástica e encontra-se actualmente no Museu Nacional de Arte Antiga, em Lisboa.
São Jerónimo surge sozinho em oração num ambiente campestre, mas não de deserto, que, tal como na pintura da mesma série Pregação de São João Baptista, é constituído por uma paisagem acidentada de ravinas, algumas árvores de grande porte e ao longe o que parece ser um castelo. São Jerónimo, ostentando auréola de santo, tem um manto a cobri-lo da cintura para baixo e está ajoelhado a rezar perante um livro aberto seguro entre o tronco da árvore onde está encostado e uma caveira. Das mãos postas em sinal de oração cai um rosário de contas. A composição que é dominada como as outras pinturas por uma paleta de tons suaves, tem no chapéu cardinalício de cor vermelha, um dos atributos do Santo, à esquerda em primeiro plano, um elemento de vibrante colorido.